# مامیکو نوتو
مامیکو نوتو (انگلیسی: Mamiko Noto؛ زاده ۶ فوریهٔ ۱۹۸۰) یک هنرپیشه، خواننده و صداپیشه اهل ژاپن است.